# Lionel Davidson
Pour les articles homonymes, voir Davidson.
Lionel Davidson, né le 31 mars 1922 à Kingston-upon-Hull, dans le Yorkshire de l'Est, et mort le 21 octobre 2009 à Londres, est un écrivain britannique, auteur notamment de romans d'espionnage et de littérature pour l'enfance et la jeunesse.

## Biographie
Pendant la Seconde Guerre mondiale, il sert dans les Forces royales navales sous-marines (Royal Navy Submarine Service). Il est journaliste-pigiste pour plusieurs magazines entre 1946 et 1959. Il se consacre ensuite à temps plein à l'écriture.
Il obtient trois Gold Dagger Award : en 1960, pour The Night of Wenceslas (Un Tchèque se barre) ; en 1966, pour A Long way to Shiloh ; en 1978, pour The Chelsea Murders.
En 1971, il publie Smith's Gazelle, un roman psychologique.
Il est membre du Detection Club depuis 1979.
Il reçoit le Cartier Diamond Dagger en 2001 pour l'ensemble de sa carrière.
Il a également signé plusieurs romans de littérature d'enfance et de jeunesse sous son patronyme et sous le pseudonyme de David Line.

## Œuvre

### Romans
- The Night of Wenceslas (1960) - Gold Dagger Award Publié en français sous le titre Un Tchèque se barre, Paris, Presses de la Cité, coll. « Jean Bruce » no 50, 1960, 191 p. (BNF 32957852)
- The Rose of Tibet (1962)
- A Long Way to Shiloh (1966), paru sous le titre The Menorah Men aux États-Unis - Gold Dagger Award
- Making Good Again (1968)
- Smith's Gazelle (1971)
- The Sun Chemist (1976)
- The Chelsea Murders (1978), paru sous le titre Murder Games aux États-Unis - (Gold Dagger Award)
- Kolymsky Heights (1994) Publié en français sous le titre Johnny Porter et le secret du mammouth congelé, Paris, Belfond, coll. « Belfond Vintage », 2017, 688 p.  (ISBN 978-2-7144-7318-9)

### Romans de littérature d'enfance et de jeunesse signés David Line
- Soldier and Me, 1965
- Run for Your Life, 1966
- Mike and Me, 1974
- Under Plum Lake, 1980 (signé Lionel Davidson)
- Screaming High, 1985 Publié en français sous le titre Une trompette extraordinaire, Paris, Stock, « Mon bel oranger », 1987, 254 p. (BNF 34907483)
- Fire at Midnight, 1990 (signée Lionel Davidson) Publié en français sous le titre Au feu !, Paris, Seuil, 1992, 41 p. (BNF 35538539)
- R is for Robber, 1991 (signée Lionel Davidson) Publié en français sous le titre V comme voleur, Paris, Seuil, 1992, 41 p. (BNF 35538529)

### Nouvelles
- Notes to Survivors (1958)  Publié en français sous le titre Lettre aux survivants, Paris, Opta, Alfred Hitchcock magazine no 56, décembre 1965
- Where Am I Going? Nowhere! (1961)
- Indian Rope Trick (1981)
- I Do Dwell (1984)
- Tuesday's Child (2006)

## Adaptation au cinéma
- 1964 : X 13 agent secret (Hot Enough for June), film britannique réalisé par Ralph Thomas, adaptation du roman Un Tchèque se barre (The Night of Wenceslas), avec Dirk Bogarde et Sylva Koscina,

## Sources
- John M. Reilly, Twentieth Century Crime and Mystery Writers, 2e édition, New York, St. Martin's Press, 1985, p. 243-244